# Jack & Jill (serie televisiva)
Jack & Jill  è una serie televisiva statunitense in 32 episodi trasmessi per la prima volta nel corso di 2 stagioni dal 1999 al 2001. È una serie del genere commedia drammatica a sfondo romantico.

## Trama
David Jillefsky e Jackie Barrett diventano sentimentalmente coinvolti. La serie segue il loro complesso rapporto che deve superare numerosi ostacoli ma che poi arriverà alle soglie del matrimonio durante l'ultimo episodio in cui Jackie è incinta e per non dirlo a David cerca di rinviare le nozze. Altri personaggi regolari sono gli amici dei due: Mikey Russo, Barto Zane, Elisa Cronkite e Audrey Griffin.

## Personaggi e interpreti

### Personaggi principali
- David Jillefsky (32 episodi, 1999-2001), interpretato da Ivan Sergei.
- Barto Zane (32 episodi, 1999-2001), interpretato da Justin Kirk.
- Mikey Russo (32 episodi, 1999-2001), interpretato da Simon Rex.
- Jackie Barrett (32 episodi, 1999-2001), interpretata da Amanda Peet.
- Audrey Griffin (31 episodi, 1999-2001), interpretata da Jaime Pressly.
- Elisa Cronkite (31 episodi, 1999-2001), interpretata da Sarah Paulson.

### Personaggi secondari
- Eddie Naiman (11 episodi, 1999-2001), interpretato da Gary Marks.
- Jonathon Appel (10 episodi, 1999-2000), interpretato da Chad Willett.
- Matt Prophet (9 episodi, 1999-2001), interpretato da Josh Hopkins.
- Peter McCray (6 episodi, 2001), interpretato da Ed Quinn.
- Emily Cantor (6 episodi, 2001), interpretata da Lindsay Price.
- Belinda (5 episodi, 1999-2000), interpretata da Caryn Greenhut.
- Allison Hanau (4 episodi, 1999-2000), interpretata da Lori Rom.
- Russell James (4 episodi, 2001), interpretato da Jeremy Garrett.
- Kevin (4 episodi, 1999-2001), interpretato da John Pyper-Ferguson.
- Dottor Jonas Zane (4 episodi, 2000-2001), interpretato da Stephen Macht.
- Dan (4 episodi, 2000-2001), interpretato da Randy Becker.
- Dottor Madison (4 episodi, 1999-2001), interpretato da Harry Shearer.
- Travis Cutler (4 episodi, 1999), interpretato da Timothy Omundson.
- Sarah Weyman (4 episodi, 2001), interpretata da Chandra West.
- Frankie (3 episodi, 1999-2001), interpretato da Joseph D. Reitman.
- Lucy (3 episodi, 2000), interpretata da Angela Featherstone.
- Dante (3 episodi, 2001), interpretato da Clayton Rohner.
- Botel (3 episodi, 1999-2000), interpretato da Vito D'Ambrosio.
- Mrs. Louise Zane (3 episodi, 2000-2001), interpretata da Jessica Walter.
- Paul (3 episodi, 1999-2001), interpretato da Paul Nygro.
- Mrs. Cecilia Barrett (3 episodi, 1999-2001), interpretata da Victoria Principal.

## Produzione
La serie, ideata da Randi Mayem Singer, fu prodotta da Canton Company e Warner Bros. Television e girata negli studios della Warner Brothers a Burbank in California. Le musiche furono composte da Jeff Cohen, David Michael Frank, Roxanne Lippel e James Raymond.

### Registi
Tra i registi sono accreditati:
- David Petrarca in 4 episodi (1999-2001)
- Stephen Cragg
- Mel Damski
- Dennie Gordon
- Bruce Seth Green
- Michael Katleman
- Alan Myerson
- Patrick R. Norris
- Bethany Rooney
- Lev L. Spiro
- Kristoffer Tabori
- John Whitesell

### Sceneggiatori
Tra gli sceneggiatori sono accreditati:
- Randi Mayem Singer in 32 episodi (1999-2001)
- Rina Mimoun in 9 episodi (1999-2001)
- Sandy Isaac in 3 episodi (1999-2000)
- Tom Spezialy in 2 episodi (2001)
- Kevin Murphy

## Distribuzione
La serie fu trasmessa negli Stati Uniti dal 26 settembre 1999 all'11 aprile 2001 sulla rete televisiva The WB Television Network. A causa delle valutazioni medie della prima stagione, la seconda stagione durò solo 13 episodi e fu trasmessa come uno spettacolo di mezza stagione.
In Italia è stata trasmessa dal 1º dicembre 2003 su Italia Teen Television con il titolo Jack & Jill.
Alcune delle uscite internazionali sono state:
- negli Stati Uniti il 26 settembre 1999 (Jack & Jill)
- in Argentina il 4 gennaio 2000 (Jack & Jill)
- in Svezia il 25 agosto 2000
- in Israele il 18 settembre 2000
- in Francia il 30 settembre 2000 (Jack & Jill)
- in Ungheria il 6 dicembre 2001
- in Finlandia il 6 gennaio 2002 (Jack & Jill)
- nei Paesi Bassi il 29 gennaio 2002
- in Belgio il 6 settembre 2002
- in Austria il 6 novembre 2004
- in Germania il 14 gennaio 2006 (Jack und Jill)
- in Estonia (Jack ja Jill)
- in Danimarca (Jack og Jill)
- in Italia (Jack & Jill)

## Episodi
| Stagione         | Episodi | Prima TV USA |
| ---------------- | ------- | ------------ |
| Prima stagione   | 19      | 1999-2001    |
| Seconda stagione | 13      | 2001         |